# Jeon Yeo-been
Đây là một tên người Triều Tiên, họ là Jeon.
Jeon Yeo-been (tiếng Hàn: 전여빈; sinh ngày 26 tháng 7 năm 1989) là nữ diễn viên người Hàn Quốc. Yeo-been trở nên nổi tiếng nhờ diễn xuất trong bộ phim độc lập After My Death (2018), mang về cho cô giải Nữ diễn viên của năm tại Liên hoan phim quốc tế Busan lần thứ 22 và giải Ngôi sao độc lập tại Liên hoan phim độc lập Seoul 2017. Sự nghiệp của Jeon Yeo-been tiếp tục thăng hoa sau khi cô tham gia phim truyền hình Vincenzo (2021) và phim hành động tội phạm Đêm nơi thiên đường (2021).

## Tiểu sử

### Giáo dục
- 2002–2005: Trường trung học cơ sở Kwandong (관동중학교) – Đã tốt nghiệp
- 2005–2008: Trường trung học nữ sinh Gangneung (강릉여자고등학교) – Đã tốt nghiệp
- 2009–2013: Đại học nữ sinh Dongduk (동덕여자대학교), Khoa Phát thanh Truyền hình và Giải trí – Đã tốt nghiệp Cử nhân

## Danh sách phim

### Phim
| Năm  | Tên phim               | Vai diễn                                              | Ghi chú                                                                               | Ng.    |
| ---- | ---------------------- | ----------------------------------------------------- | ------------------------------------------------------------------------------------- | ------ |
| 2015 | The Treacherous        | Người phụ nữ với số phận của nữ hoàng                 | Vai phụ                                                                               | [ 1 ]  |
| 2015 | Mahng                  |                                                       |                                                                                       |        |
| 2015 | Sea of Desire          | Jong-soon                                             |                                                                                       |        |
| 2016 | Great Patrioteers      | Tiffany                                               |                                                                                       | [ 1 ]  |
| 2016 | My Sister Is Dead      | Jeon Woo Joo                                          |                                                                                       |        |
| 2017 | The Running Actress    | Lee Seo-yeong                                         | Màn 3 – The Best Director                                                             | [ 2 ]  |
| 2017 | Write or Dance         | Yeo-been                                              |                                                                                       | [ 3 ]  |
| 2017 | Merry Christmas Mr. Mo | Ja-yeong                                              |                                                                                       | [ 4 ]  |
| 2018 | Illang: Lữ đoàn sói    | Người mẫu quảng cáo mỹ phẩm trên poster ở bến xe buýt | Cameo                                                                                 |        |
| 2018 | After My Death         | Young-hee                                             |                                                                                       | [ 5 ]  |
| 2019 | Forbidden Dream        | Sa-im                                                 |                                                                                       | [ 6 ]  |
| 2020 | Sở thú thoát ế         | Kim Hae-kyung                                         |                                                                                       | [ 7 ]  |
| 2020 | Đêm nơi thiên đường    | Jae-yeon                                              | Phim được công chiếu tại Hàn Quốc vào năm 2020. Công chiếu trên Netflix vào năm 2021. | [ 8 ]  |
| 2022 | Alienoid               | Hong Eon-Nyeon                                        | Cameo                                                                                 |        |
| 2023 | Cú máy ăn tiền         | Shin Mi-do                                            | Vai chính                                                                             | [ 9 ]  |
| TBA  | Harbin                 | Gong Boo-in                                           |                                                                                       | [ 10 ] |
| TBA  | Dark Nuns              | Sister Michaela                                       |                                                                                       | [ 11 ] |

### Phim truyền hình
| Năm  | Nhan đề                  | Kênh | Vai diễn       | Ghi chú       | Ng.    |
| ---- | ------------------------ | ---- | -------------- | ------------- | ------ |
| 2017 | Lời cầu cứu              | OCN  | Hong So-rin    | Vai phụ       | [ 12 ] |
| 2018 | Live                     | tvN  | Yeong-jae      | Cameo (tập 1) |        |
| 2019 | Bản chất của sự lãng mạn | JTBC | Lee Eun-jung   | Vai chính     | [ 13 ] |
| 2021 | Vincenzo                 | tvN  | Hong Cha-young | Vai chính     | [ 14 ] |

### Phim chiếu mạng
| Năm  | Nhan đề              | Nền tảng | Vai diễn                  | Ghi chú   | Ng.    |
| ---- | -------------------- | -------- | ------------------------- | --------- | ------ |
| 2022 | Glitch               | Netflix  | Hong Ji-hyo               | Vai chính | [ 15 ] |
| 2023 | Thời gian gọi tên em | Netflix  | Han Jun-hee / Kwon Min-ju | Vai chính | [ 16 ] |

## Hoạt động khác

### Chương trình truyền hình
| Năm  | Tên chương trình | Kênh phát sóng   | Vai trò   | Ghi chú     |
| ---- | ---------------- | ---------------- | --------- | ----------- |
| 2018 | Movie Room       | JTBC             | Khách mời | Tập 17      |
| 2020 | Running Man      | SBS              | Khách mời | Tập 484–485 |
| 2020 | Knowing Brothers | JTBC             | Khách mời | Tập 213     |
| 2021 | NA PD show       | YouTube, Teabing | Khách mời |             |
| 2021 | How Do You Play? | MBC              | Khách mời | Tập 99      |

## Giải thưởng và đề cử
| Năm  | Lễ trao giải | Hạng mục                                         | (Những) Người / Tác phẩm được đề cử | Kết quả   | Ng.           |
| ---- | --- | ------------------------------------------------ | ----------------------------------- | --------- | ------------- |
| 2017 | Liên hoan phim quốc tế Busan lần thứ 22 (22nd Busan International Film Festival)                                         | Nữ diễn viên của năm                             | After My Death                      | Đoạt giải | [ 17 ]        |
| 2017 | Liên hoan phim độc lập Seoul lần thứ 43 (43th Seoul Independent Film Festival)                                           | Giải thưởng Ngôi sao độc lập                     | After My Death                      | Đoạt giải | [ 17 ]        |
| 2018 | Liên hoan phim Marie Claire lần thứ 7 (7th Marie Claire Film Festival)                                                   | Giải thưởng tân binh xuất sắc nhất               | After My Death                      | Đoạt giải | [ 17 ]        |
| 2018 | Giải thưởng điện ảnh Rồng Xanh lần thứ 39 (39th Blue Dragon Film Awards)                                                 | Nữ diễn viên mới xuất sắc nhất                   | After My Death                      | Đề cử     | [ 18 ]        |
| 2018 | Giải thưởng Hiệp hội phê bình phim Busan lần thứ 19 (19th Busan Film Critics Awards)                                     | Nữ diễn viên mới xuất sắc nhất                   | After My Death                      | Đoạt giải | [ 19 ]        |
| 2018 | Giải thưởng Ngôi sao xuất sắc nhất Hàn Quốc lần thứ 7 (7th Korea Best Star Award) (Hiệp hội diễn viên điện ảnh Hàn Quốc) | Nữ diễn viên mới xuất sắc nhất                   | After My Death                      | Đoạt giải | [ 20 ]        |
| 2018 | Giải thưởng điện ảnh Cine21 (Cine21 Film Awards)                                                                         | Nữ diễn viên mới xuất sắc nhất                   | After My Death                      | Đoạt giải | [ 21 ]        |
| 2019 | Giải thưởng đặc biệt của CGV Art House (CGV Art House Special Awards)                                                    | Giải thưởng đặc biệt của năm                     | After My Death                      | Đoạt giải | [ 22 ]        |
| 2019 | Giải thưởng điện ảnh của năm lần thứ 10 (10th Film Award of the Year)                                                    | Khám phá của năm                                 | After My Death                      | Đoạt giải | [ 23 ]        |
| 2019 | Giải thưởng điện ảnh Wildflower lần thứ 6 (6th Wildflower Film Awards)                                                   | Nữ diễn viên xuất sắc nhất                       | After My Death                      | Đề cử     | [ 24 ]        |
| 2019 | Giải thưởng nghệ thuật Baeksang lần thứ 55 (55th Baeksang Arts Awards)                                                   | Nữ diễn viên mới xuất sắc nhất – Điện ảnh        | After My Death                      | Đề cử     | [ 25 ]        |
| 2019 | Liên hoan nghệ thuật điện ảnh Chunsa lần thứ 24 (24th Chunsa Film Art Awards)                                            | Nữ diễn viên mới xuất sắc nhất                   | After My Death                      | Đoạt giải | [ 26 ]        |
| 2019 | Giải thưởng điện ảnh Buil lần thứ 28 (28th Buil Film Awards)                                                             | Nữ diễn viên mới xuất sắc nhất                   | After My Death                      | Đoạt giải | [ 26 ]        |
| 2020 | Giải thưởng Grand Bell lần thứ 56 (56th Grand Bell Awards)                                                               | Nữ diễn viên mới xuất sắc nhất                   | After My Death                      | Đoạt giải | [ 27 ]        |
| 2020 | Giải thưởng nghệ thuật Baeksang lần thứ 56 (56th Baeksang Arts Awards)                                                   | Nữ diễn viên mới xuất sắc nhất – Truyền hình     | Bản chất của sự lãng mạn            | Đề cử     | [ 28 ]        |
| 2021 | 2021 Brand of the Year Awards                                                                                            | Nữ diễn viên của năm                             | Jeon Yeo-Been                       | Đề cử     |               |
| 2021 | Giải thưởng điện ảnh Buil lần thứ 30 (30th Buil Film Awards)                                                             | Nữ diễn viên chính xuất sắc nhất                 | Đêm nơi thiên đường                 | Đề cử     | [ 29 ]        |
| 2021 | Giải thưởng phim truyền hình quốc tế Seoul lần thứ 14 (14th Seoul International Drama Awards)                            | Nữ diễn viên xuất sắc của Hàn Quốc               | Vincenzo                            | Đề cử     | [ 30 ] [ 31 ] |
| 2021 | Giải thưởng điện ảnh Rồng Xanh lần thứ 42 (42nd Blue Dragon Film Awards)                                                 | Nữ diễn viên chính xuất sắc nhất                 | Đêm nơi thiên đường                 | Đề cử     | [ 32 ]        |
| 2021 | Giải thưởng điện ảnh Rồng Xanh lần thứ 42 (42nd Blue Dragon Film Awards)                                                 | Giải thưởng Ngôi sao nổi tiếng                   | Đêm nơi thiên đường                 | Đoạt giải | [ 33 ]        |
| 2021 | Asia Artist Awards lần thứ 6 (6th Asia Artist Awards)                                                                    | Giải thưởng nghệ sĩ xuất sắc nhất – Nữ diễn viên | Jeon Yeo-been                       | Đoạt giải | [ 34 ] [ 35 ] |
| 2021 | Asia Artist Awards lần thứ 6 (6th Asia Artist Awards)                                                                    | Giải thưởng nữ diễn viên được yêu thích nhất     | Jeon Yeo-been                       | Đề cử     | [ 36 ]        |
| 2021 | Kinolights Awards | Nữ diễn viên của năm (Trong nước)                | Đêm nơi thiên đường và Vincenzo     | 3rd       | [ 37 ]        |
| 2023 | Giải thưởng Truyền hình Rồng Xanh (2nd Blue Dragon Series Awards)                                                        | Nữ diễn viên chính xuất sắc nhất                 | Glitch                              | Đề cử     |               |
| 2023 | Giải thưởng Grand Bell lần thứ 59 (59th Grand Bell Awards)                                                               | Nữ diễn viên phụ xuất sắc nhất                   | Cobweb                              | Đề cử     |               |
| 2023 | Giải thưởng điện ảnh Rồng Xanh lần thứ 44 (44nd Blue Dragon Film Awards)                                                 | Nữ diễn viên phụ xuất sắc nhất                   | Cobweb                              | Đoạt giải |               |
| 2025 | Giải thưởng nghệ thuật Baeksang lần thứ 61 (61st Baeksang Arts Awards)                                                   | Nữ diễn viên phụ xuất sắc nhất - Điện ảnh        | Dark Nuns                           | Đề cử     |               |